# Mrozów
Mrozów (deutsch: Nippern) ist ein Ort in der Stadt- und Landgemeinde Miękinia (Nimkau) im Powiat Średzki der Woiwodschaft Niederschlesien in Polen.

## Lage
Mrozów liegt ca. drei Kilometer nordöstlich von Miękinia (Nimkau), 15 Kilometer östlich von Środa Śląska (Neumarkt in Schlesien) und 19 Kilometer westlich der Woiwodschaft-Hauptstadt Breslau. Nachbarorte sind Wojnowice (Wohnwitz) im Norden, Żurawiniec (Saarawenze) im Südosten.

## Geschichte

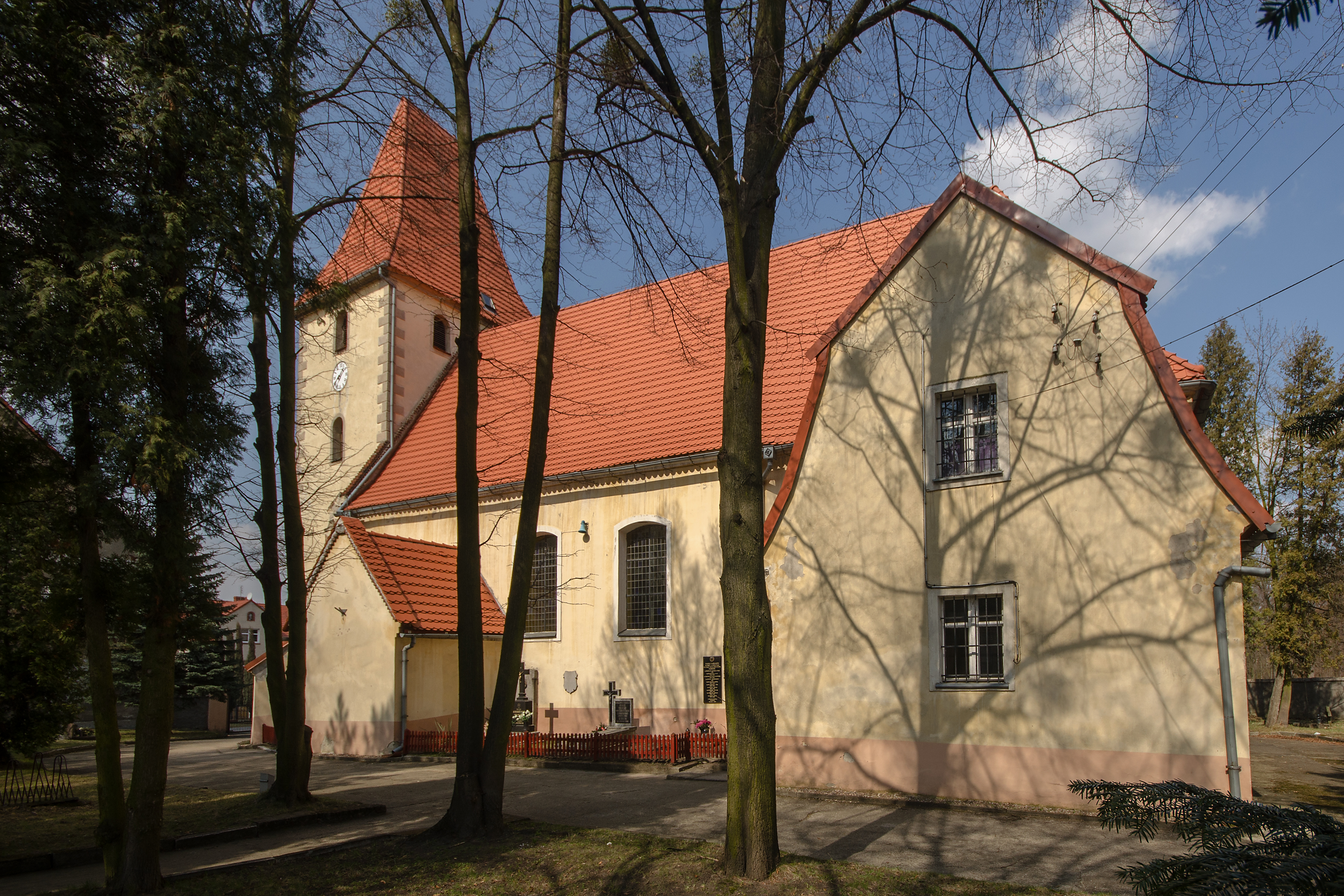
Pfarrkirche

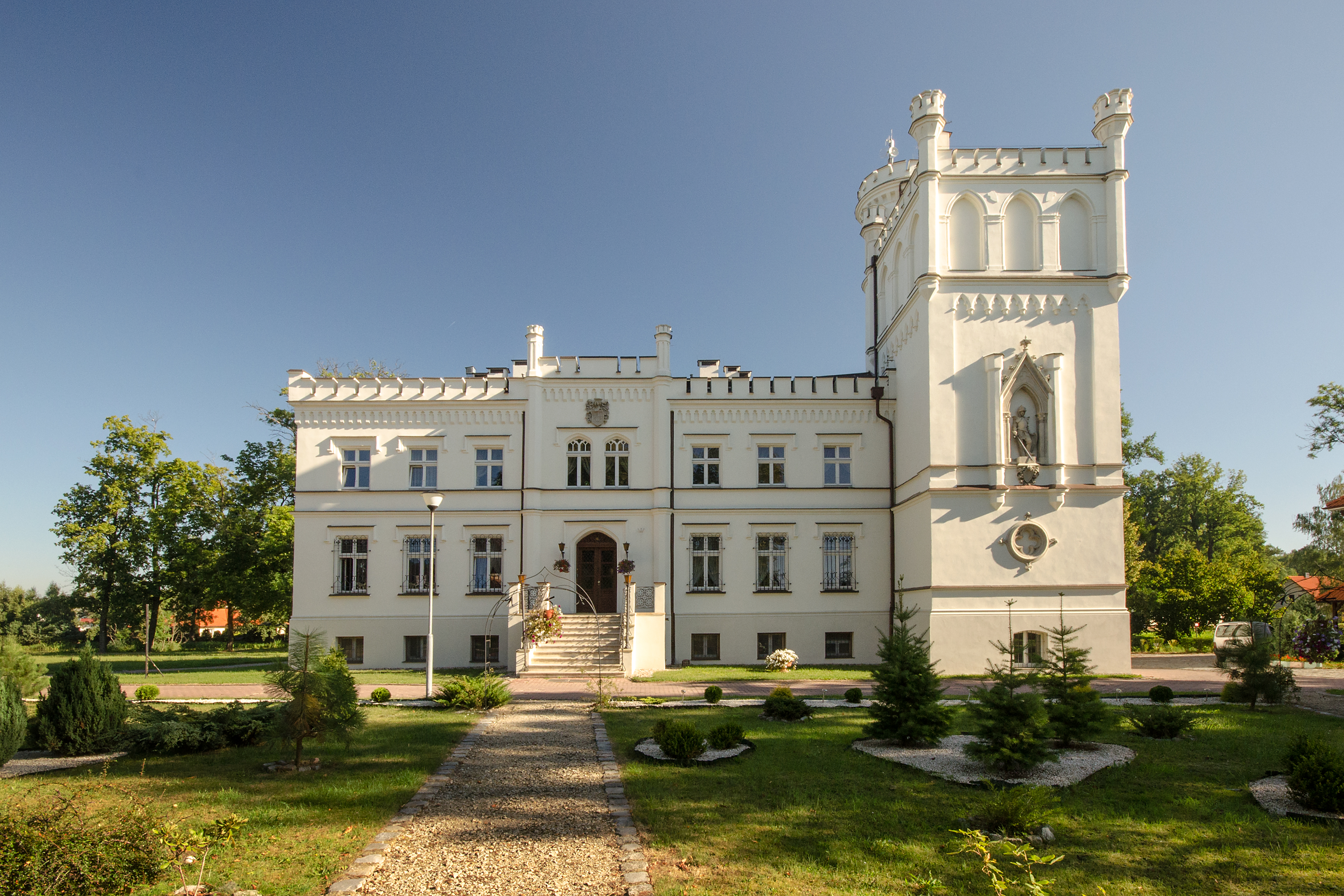
Schloss Nippern

Der Ort wurde 1319 als „Nippern“ und 1360 als „Nyperin“ erwähnt. Die Pfarrkirche erscheint erstmals 1353 in einer Urkunde mit drei Pfarrhuben. Sie war früher Sitz eines Erzpriesters. Grundherr war bis zur Säkularisation das Klarenstift in Breslau, darauf fiel das Gut an den preußischen Staat und wurde Sitz eines königlichen Domänenpachtamtes. 1845 zählte das Dorf 73 Häuser, ein herrschaftliches Schloss, ein Vorwerk des Domänenamtes, 547 Einwohner (davon 28 evangelisch und der Rest katholisch), eine katholische Pfarrkirche unter königlichem Patronat mit Pfarrwidum, eingepfarrt: Nippern, Guckerwitz und Wohnwitz, verbunden mit zwei Majoratskirchen in Groß-Bresa und Nimkau, eine katholische Schule mit einem Lehrer, evangelische Kirche zu Leuthen, eine Wassermühle, eine Windmühle, eine Brau- und Brennerei, elf Leinwebstühle, 15 Handwerker, vier Händler, zwei herrschaftliche Torfstiche, eine königliche Teichfischerei des Domänenamtes, eine königliche Unterförsterei der Oberförsterei Rimkau. Zur Gemeinde gehörte das Vorwerk Lungschütz.
Nippern gehörte bis 1945 zum Landkreis Neumarkt. Als Folge des Zweiten Weltkriegs fiel Nippern 1945 mit fast ganz Schlesien an Polen. Nachfolgend wurde es in Mrozów umbenannt. Die deutsche Bevölkerung wurde – soweit sie nicht schon vorher geflohen war – vertrieben. Die neu angesiedelten Bewohner stammten teilweise aus Ostpolen, das an die Sowjetunion gefallen war.

## Sehenswürdigkeiten
- Pfarrkirche St. Maria
- Schloss Nippern[2]